# Diácono João Luiz Pozzobon
Diácono João Luiz Pozzobon est un quartier de la ville brésilienne de Santa Maria, Rio Grande do Sul. Le quartier est situé dans district de Sede.

## Origine du nom
Ce quartier porte le nom du diacre Jean Louis Pozzobon, laïc chrétien, initiateur du projet Mère pèlerine, visitant les familles avec une icône de la Vierge.

## Vilas
Le quartier possède les vilas suivantes : Conjunto Residencial Diácono João Luiz Pozzobon, Jardim Berleze, João Luiz Pozzobon, Loteamento Paróquia das Dores, Vila Cerrito, Vila Maringá.

## Galerie

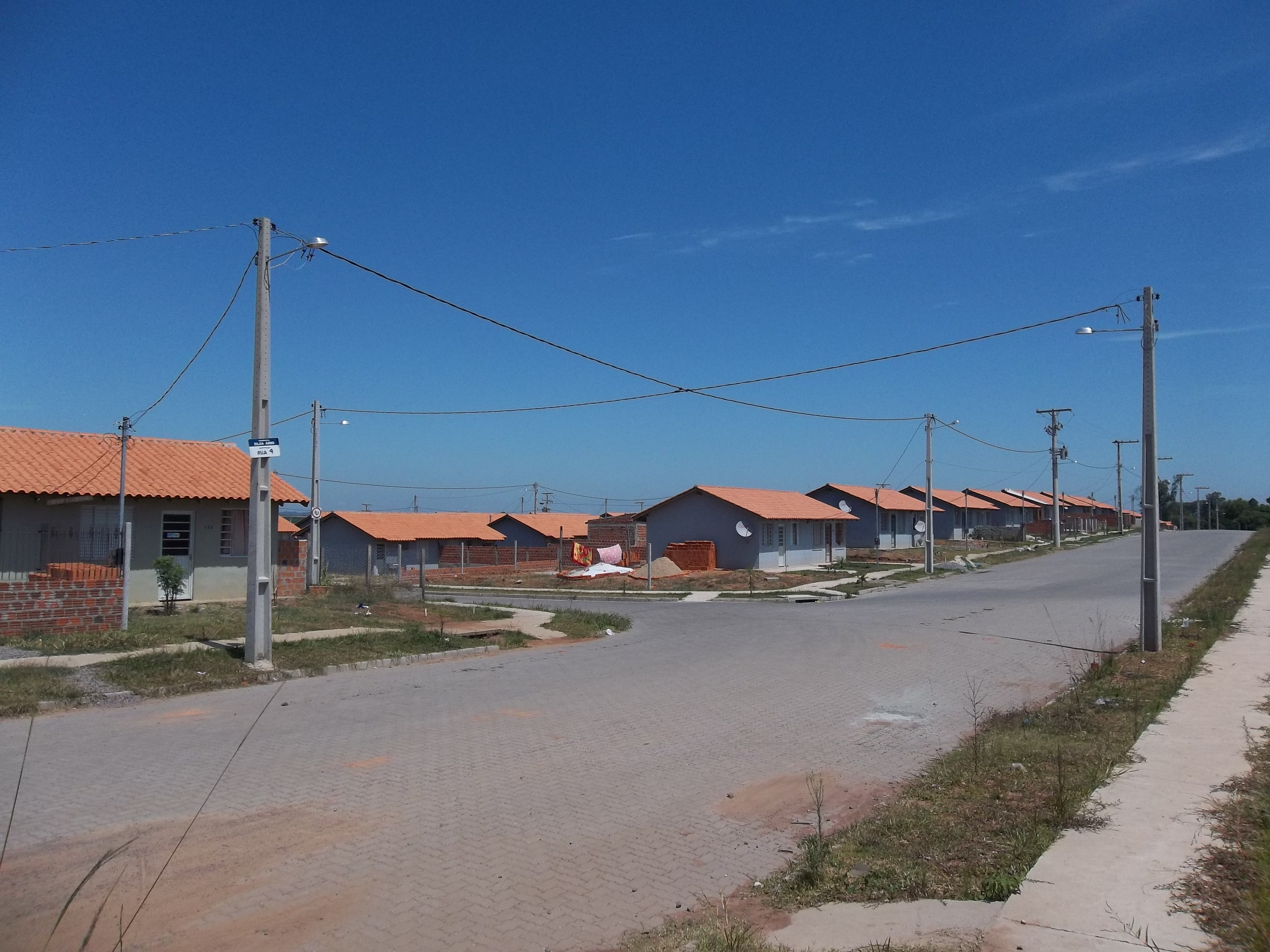
Lotissement Zilda Arns.
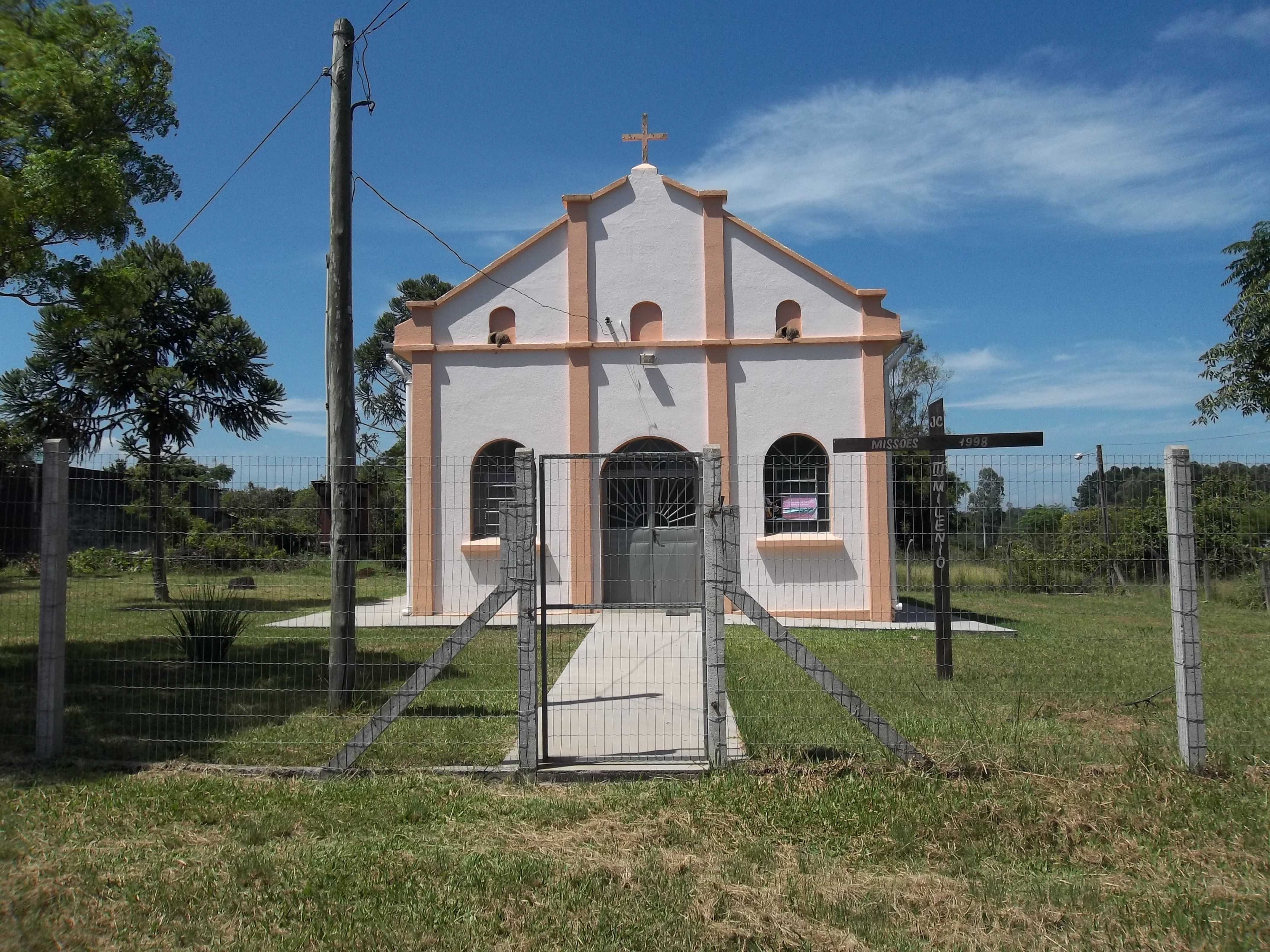
L'église Sainte-Cécile.
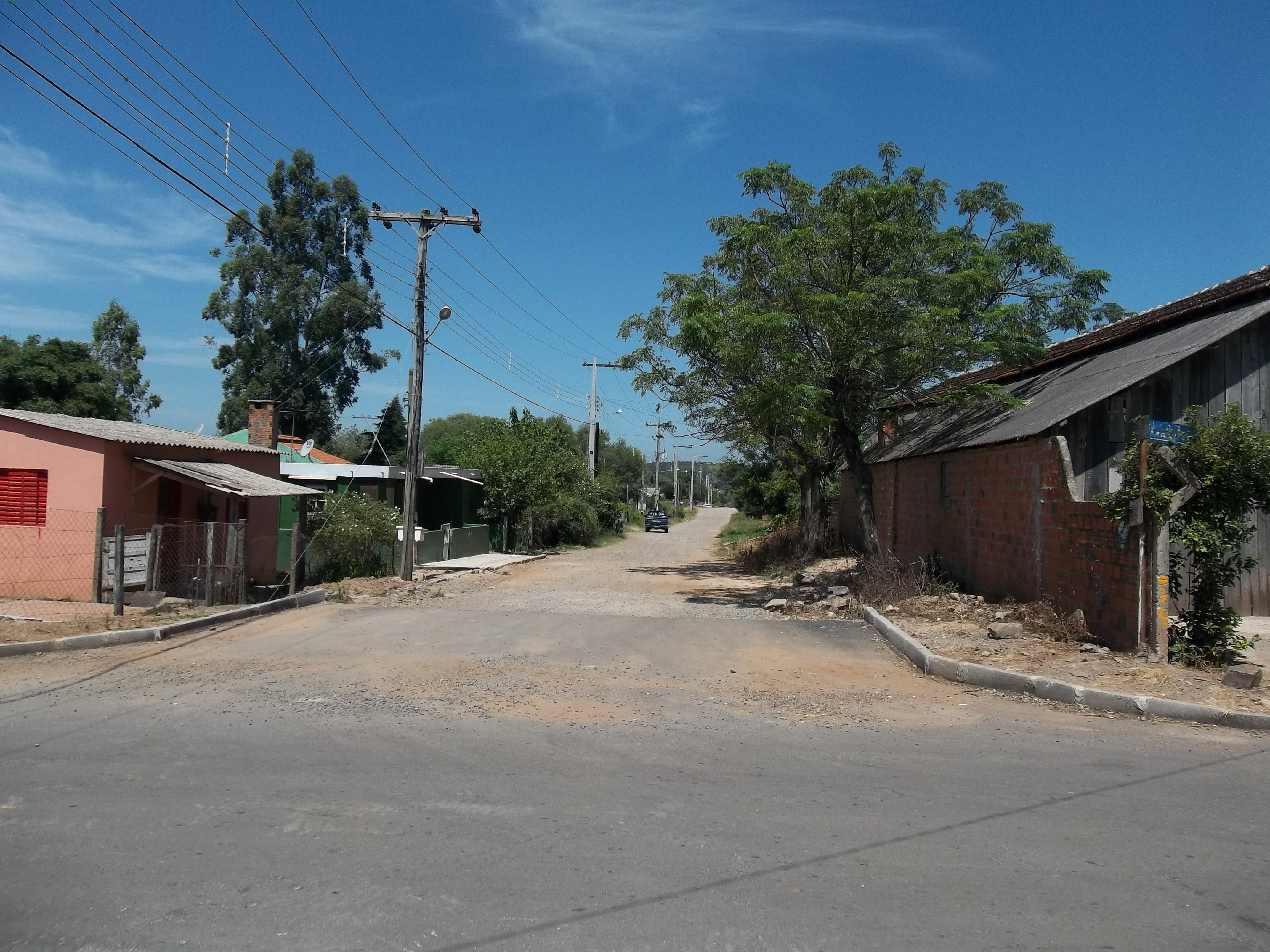
La vila Maringá.
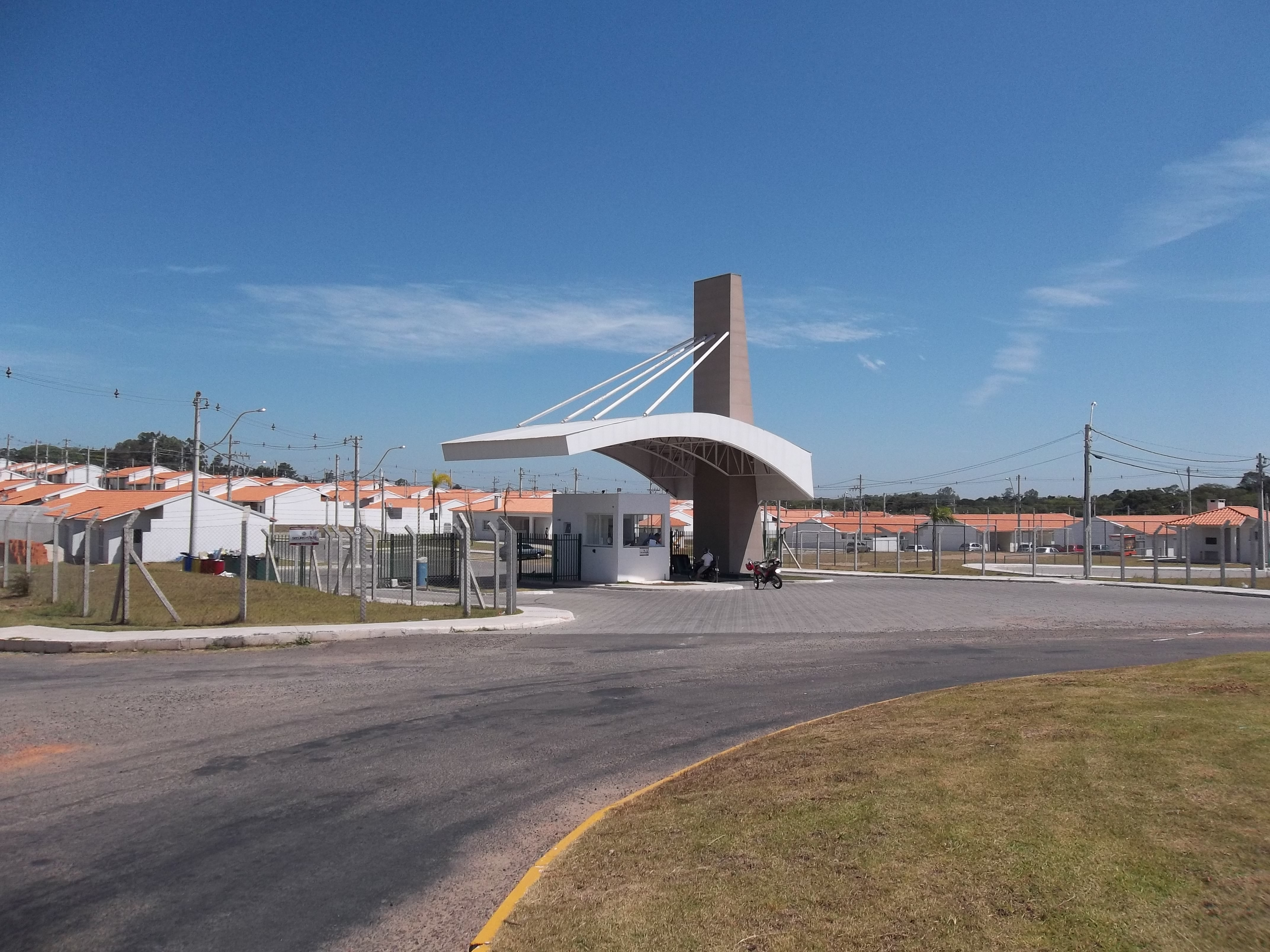
Moradas Clube.